# Mussol inmaculat
El mussol inmaculat (Aegolius ridgwayi) és una espècie d'ocell de la família dels estrígids (Strigidae). Habita els boscos de muntanya d'Amèrica Central, des del sud de Mèxic fins a l'oest de Panamà. El seu estat de conservació es considera de risc mínim.